# دوره قابلیت سرایت
دوره قابلیت سرایت عبارتست از مدت زمانی که عامل عفونی می‌تواند به طرق مختلف از شخص آلوده به فرد دیگر، یا از حیوان آلوده به انسان، یا از شخص آلوده به حیوان و از جمله به بندپایان انتقال یابد.